# Черемхово (Улётовский район)
Черемхо́во — село в Улётовском районе Забайкальского края России, входит в состав сельского поселения «Хадактинское».

## География
Село находится в северо-восточной части района, на расстоянии примерно 18 км (по прямой) к северо-востоку от села Улёты, административного центра района.

### Климат
Климат характеризуется как резко континентальный с продолжительной холодной малоснежной зимой, тёплым летом и большими перепадами сезонных и суточных температур. Среднегодовая температура воздуха составляет 1,5 — 2 °С. Средняя многолетняя температура самого холодного месяца (января) составляет −24 — −22 °С (абсолютный минимум — −44 °С), температура самого тёплого (июля) — 14 — 16 °С (абсолютный максимум — 38 °С). Среднегодовое количество осадков — 300—500 мм.

### Часовой пояс
Село Черемхово находится в часовой зоне МСК+6. Смещение применяемого времени относительно UTC составляет +9:00.

## История
Основано в 1811 году переселенцами из европейской части России и из соседних сёл. В 1924 году население составляло 1141 человек. В советский период действовал колхозы «Черемховский партизан», «Ленинский путь», им. Чкалова и им. Ленина и лесоучасток.

## Население
| 2010 | 2021 |
| ---- | ---- |
| 467  | ↘437 |

### Национальный состав
Согласно результатам переписи 2002 года, в национальной структуре населения русские составляли 99 % из 619 чел.